# Hattie Caraway

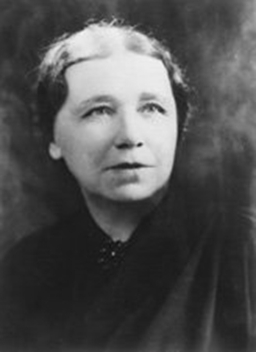
Hattie Caraway

Hattie Ophelia Wyatt Caraway, född 1 februari 1878 i Humphreys County, Tennessee, död 21 december 1950 i Falls Church, Virginia, var en amerikansk demokratisk politiker. Hon var den andra kvinnliga senatorn i USA:s historia och den första kvinnliga kandidaten som vann ett senatsval. Hon representerade Arkansas i USA:s senat 1931–1945. Hon var känd som "Silent Hattie" på grund av att hon inte gärna talade i senatens plenisal.

## Biografi
Hattie Caraway gifte sig 1902 med advokaten Thaddeus H. Caraway och flyttade till Jonesboro i Arkansas. Thad Caraway var ledamot av USA:s representanthus 1913–1921. Därefter var han ledamot av USA:s senat. Senator Caraway avled 1931 och guvernör Harvey Parnell utnämnde Hattie Caraway till senaten. Bara en kvinna, Rebecca Latimer Felton, hade tidigare blivit utnämnd till USA:s senat. Felton hade tjänstgjort en dag som senator nio år tidigare.
Hattie Caraway var således den första kvinnan som hade tid på sig att fördjupa sig i arbetet som senator i USA. Hon vann fyllnadsvalet 12 januari 1932 och blev den första kvinnan som hade vunnit ett senatsval i USA. Hon meddelade att hon kandiderar till omval senare samma år. Senator Huey Long hjälpte till med återvalskampanjen. Han gjorde en nio dagar lång kampanjturné i Arkansas för att hjälpa Hattie Caraway vinna ytterligare ett val. När Huey Long 1935 mördades, fick Caraway för första gången en kvinnlig kollega i senaten. Rose McConnell Long efterträdde även hon sin make och representerade Louisiana i senaten från januari 1936 till januari 1937.
Kongressledamoten John Little McClellan utmanade Hattie Caraway i demokraternas primärval inför senatsvalet 1938. McClellans kampanjslogan "We need another man in the Senate" hjälpte inte honom. Caraway vann tack vare sin popularitet bland kvinnor, krigsveteraner och fackföreningsmedlemmar. Det sista senatsvalet som hon vann var 1938. Sex år senare besegrade J. William Fulbright henne i demokraternas primärval.
Hennes grav finns på West Lawn Cemetery i Jonesboro, Arkansas.